# Richard Baldwin (économiste)
Richard E. Baldwin est un professeur d'économie internationale de l'IMD Business School  à Lausanne depuis 2023.

## Biographie
Après avoir fait des études universitaires initiales à l'Université du Wisconsin à Madison puis à la London School of Economics, il fait la connaissance de Paul Krugman en 1982, et il fait un Ph.D. au M.I.T. sous sa direction. 
Il s'intéresse d'abord aux politiques économiques. Il devient ainsi Senior Staff Economist au Conseil des conseillers économiques du président George H. W. Bush, responsable des relations commerciales internationales en 1990-1991. Il est Président du Centre for Economic Policy Research (CEPR) et rédacteur en chef de VoxEU qu'il a fondé en  juin 2007,,. Par la suite, il s'intéresse aux problèmes pratiques du business.
Il est professeur d'économie internationale à l'Institut de Hautes Études Internationales et du Développement à Genève de 1991 à 2023. Il est aussi professeur assistant, puis professeur titulaire à l'Université Columbia de 1986 à 1991, puis professeur visiteur au M.I.T. et à Oxford. Il est professeur d'économie internationale à l'IMD depuis 2023,.

## Classement bibliométrique
En 2024, ses publications économiques lui valent d'être classé 148e économiste mondial et 5e économiste suisse avec un indice h = 86, et 247e économiste mondial par ideas.repec.org.

## Ouvrages
- Baldwin, Richard, Towards an Integrated Europe, CEPR Press, 1994.  (ISBN 1898128138)
- Baldwin, Richard E., and J. Francois, Dynamic Issues in Commercial Policy Analysis. Cambridge University Press, 1999.  (ISBN 978-0521159517)
- Baldwin, R., D. Cohen, A. Sapir, and A. Venables (1999). Market Integration, Regionalism and the Global Economy. Cambridge University.  (ISBN 9780155016194)
- Baldwin, R. and Aymo Brunetti (2001). Economic Impact of EU Membership on Entrants: New Methods and Issues. Springer.  (ISBN 9780792375746)
- Baldwin, R., Forslid, R., Martin, P., Ottaviano, G., & Robert-Nicoud, F. (2011). Economic geography and public policy. Princeton University Press.  (ISBN 9780691123110)
- Baldwin, R. Mashiro Kawai, Ganeshan Wignaraja (2015). A World Trade Organization for the 21st Century: The Asian Perspective. Edward Elgar Publishing.  (ISBN 9781783479276)
- Baldwin, R. and C. Wyplosz (2016). The Economics of European Integration. McGraw-Hill Inc.  (ISBN 9780077169657)
- Baldwin, R. (2016). The Great Convergence, Harvard University Press.  (ISBN 9780674237841)
- Baldwin, Richard, The Globotics Upheaval: Globalization, Robotics and the Future of Work, OUP États-Unis, 2019.  (ISBN 0190901764).